# Patrick Mevoungou
Patrick Mevoungou Mekoulou (Yaoundé, 15 febbraio 1986) è un ex calciatore camerunese, di ruolo centrocampista.